# Agrypon kikuchii
Agrypon kikuchii là một loài tò vò trong họ Ichneumonidae.